# Abdülmecit
Abdülmecit (Arabisch: عبد المجيد الأول) (andere spellingsvormen zijn bijvoorbeeld 'Abd ül-Mecid en Abd-ul-Mejid) (Istanbul, 23 april 1823 — aldaar, 25 juni 1861) was de 31e sultan van het Ottomaanse Rijk en volgde op 2 juli 1839 zijn vader Mahmud II op. 
De jonge sultan probeerde het verval van het rijk te voorkomen door het te moderniseren. Enkele maanden na zijn aantreden kondigde zijn regering het 'Decreet van de Rozentuin' af, waarmee de periode van het Tanzimaat begon. Christenen en Joden zouden voortaan aanspraak hebben op dezelfde behandeling door de overheid en de justitie. Belastinghervorming en dienstplicht zouden een einde moeten maken aan willekeur.
Zijn regering werd echter ook gekenmerkt door opkomend nationalisme in het rijk, vanwege de aanvallen door Europese grootmachten.
Abdülmecit, vader van niet minder dan 4 sultans (Murat V, Abdülhamit II, Mehmet V Reşat en Mehmet VI Vahdeddin (de allerlaatste sultan van het Osmaanse Rijk), liet grote restauratiewerken uitvoeren aan de Hagia Sophia onder supervisie van de Zwitserse bouwkundige Gaspar Fossati.